# Colombia en los Juegos Centroamericanos y del Caribe
Colombia en los Juegos Centroamericanos y del Caribe está representada por el Comité Olímpico Colombiano. El país ha participado en todos las versiones de los juegos desde Ciudad de Panamá 1938 con excepción de La Habana 1938 por problemas económicos.
La Organización Deportiva Centroamericana y del Caribe (ODECABE) ha designado al país en cuatro ocasiones como sede del evento deportivo: Medellín 1978, Cartagena de Indias 2006 y Barranquilla en 1946 - 2018. La mejor participación de Colombia en estas justas ha sido en Barranquilla 2018 con un total de 270 medallas, siendo 79 de Oro, 94 de Plata y 97 de Bronce. Sin embargo, en la edición de Mayagüez 2010 ha sido la versión donde más medallas de oro ha obtenido: 100 medallas. 

## Delegación
| Participaciones | País                            | Disciplinas | Deportistas | Abanderado    | Deporte   |
| --------------- | ------------------------------- | ----------- | ----------- | ------------- | --------- |
| 1               | Ciudad de Panamá 1938           |             |             |               |           |
| 2               | Barranquilla 1946               |             | 219         |               |           |
| 3               | Ciudad de Guatemala 1950        |             |             |               |           |
| 4               | Ciudad de México 1954           |             |             |               |           |
| 5               | Caracas 1959                    |             |             |               |           |
| 6               | Kingston 1962                   |             |             |               |           |
| 7               | San Juan 1966                   |             |             |               |           |
| 8               | Ciudad de Panamá 1970           |             |             |               |           |
| 9               | Santo Domingo 1974              |             |             |               |           |
| 10              | Medellín 1978                   |             |             |               |           |
| 11              | Santiago de los Caballeros 1986 |             |             |               |           |
| 12              | Ciudad de México 1990           |             |             |               |           |
| 13              | Ponce 1994                      |             |             |               |           |
| 14              | Maracaibo 1998                  |             |             |               |           |
| 15              | San Salvador 2002               |             |             |               |           |
| 16              | Cartagena de Indias 2006        |             |             |               |           |
| 17              | Mayagüez 2010                   |             |             |               |           |
| 18              | Veracruz 2014                   |             |             |               |           |
| 19              | Barranquilla 2018               |             | 573         | Éider Arévalo | Atletismo |
| 20              | San Salvador 2023               |             | 127         |               |           |

## Medallero histórico
| Año   | País                               | Sede                       | Posición          | Oro               | Plata             | Bronce            | Total             |
| ----- | ---------------------------------- | -------------------------- | ----------------- | ----------------- | ----------------- | ----------------- | ----------------- |
| 1926  | Bandera de México                  | Ciudad de México           | Sin participación | Sin participación | Sin participación | Sin participación | Sin participación |
| 1930  | Bandera de Cuba                    | La Habana                  | Sin participación | Sin participación | Sin participación | Sin participación | Sin participación |
| 1935  | Bandera de El Salvador             | San Salvador               | Sin participación | Sin participación | Sin participación | Sin participación | Sin participación |
| 1938  | Bandera de Panamá                  | Ciudad de Panamá           | 9/10              | 0                 | 0                 | 2                 | 2                 |
| 1946  | Bandera de Colombia                | Barranquilla               | 6/13              | 5                 | 8                 | 3                 | 16                |
| 1950  | Bandera de Guatemala               | Ciudad de Guatemala        | 8/14              | 2                 | 4                 | 4                 | 10                |
| 1954  | Bandera de México                  | Ciudad de México           | 4/11              | 8                 | 6                 | 9                 | 23                |
| 1959  | Bandera de Venezuela               | Caracas                    | 5/12              | 6                 | 10                | 4                 | 20                |
| 1962  | Bandera de Jamaica                 | Kingston                   | 5/15              | 10                | 4                 | 11                | 25                |
| 1966  | Bandera de Puerto Rico             | San Juan                   | 5/16              | 10                | 12                | 12                | 34                |
| 1970  | Bandera de Panamá                  | Ciudad de Panamá           | 3/15              | 15                | 9                 | 13                | 37                |
| 1974  | Bandera de la República Dominicana | Santo Domingo              | 5/21              | 9                 | 15                | 16                | 40                |
| 1978  | Bandera de Colombia                | Medellín                   | 4/21              | 8                 | 24                | 36                | 68                |
| 1982  | Bandera de Cuba                    | La Habana                  | Sin participación | Sin participación | Sin participación | Sin participación | Sin participación |
| 1986  | Bandera de la República Dominicana | Santiago de los Caballeros | 6/26              | 10                | 22                | 37                | 69                |
| 1990  | Bandera de México                  | Ciudad de México           | 4/29              | 18                | 29                | 39                | 86                |
| 1993  | Bandera de Puerto Rico             | Ponce                      | 5/31              | 22                | 45                | 34                | 101               |
| 1998  | Bandera de Venezuela               | Maracaibo                  | 4/32              | 19                | 43                | 51                | 113               |
| 2002  | Bandera de El Salvador             | San Salvador               | 3/31              | 62                | 60                | 57                | 179               |
| 2006  | Bandera de Colombia                | Cartagena de Indias        | 3/32              | 72                | 70                | 77                | 219               |
| 2010  | Bandera de Puerto Rico             | Mayagüez                   | 3/31              | 100               | 84                | 76                | 260               |
| 2014  | Bandera de México                  | Veracruz                   | 3/26              | 70                | 75                | 78                | 223               |
| 2018  | Bandera de Colombia                | Barranquilla               | 3/37              | 79                | 94                | 97                | 270               |
| 2023  | Bandera de El Salvador             | San Salvador               | 2/29              | 87                | 92                | 65                | 244               |
| Total | Total                              | 20 Participaciones         | 3/32              | 533               | 612               | 624               | 1.769             |

## Desempeño
Colombia ocupó el tercer lugar en la última edición de los Juegos Mayagüez 2010.

### XXI Juegos Centroamericanos y del Caribe Mayagüez 2010
Los deportistas por país más destacados que conquistaron más de una medalla en las competiciones deportivas realizadas en Mayagüez, Puerto Rico de la vigésima primera edición de los juegos fueron:
Fuente:
Organización de los XXI Juegos Centroamericanos y del Caribe Mayagüez 2010. 
| Clasificación del País | Clasificación del Total | Deportista            | País     | Disciplina            |   |   |   | Total |
| 1                      | 5                       | Jorge Luis Cifuentez  | Colombia | Patinaje de velocidad | 5 | 1 | 0 | 6     |
| 2                      | 12                      | Omar A. Pinzón García | Colombia | Natación              | 4 | 0 | 2 | 6     |
| 2                      | 12                      | Rocío Restrepo        | Colombia | Bolos                 | 4 | 0 | 2 | 6     |
| 4                      | 14                      | Jorge Giraldo         | Colombia | Gimnasia artística    | 4 | 0 | 1 | 5     |
| 5                      | 15                      | Juan Arango           | Colombia | Ciclismo de Pista     | 4 | 0 | 0 | 4     |
| 6                      | 18                      | Alexandra Vivas       | Colombia | Patinaje de velocidad | 3 | 3 | 0 | 6     |
| 7                      | 20                      | Andrés Muñoz          | Colombia | Patinaje de velocidad | 3 | 2 | 1 | 6     |
| 8                      | 23                      | Elizabeth Arnedo      | Colombia | Patinaje de velocidad | 3 | 1 | 1 | 5     |
| 9                      | 26                      | Pedro Causil          | Colombia | Patinaje de velocidad | 3 | 0 | 1 | 4     |
| 10                     | 29                      | Cecilia Baena         | Colombia | Patinaje de velocidad | 3 | 0 | 0 | 3     |
| 10                     | 29                      | Habib de las Salas    | Colombia | Halterofilia          | 3 | 0 | 0 | 3     |
| 10                     | 29                      | Diego Salazar         | Colombia | Halterofilia          | 3 | 0 | 0 | 3     |
| 10                     | 29                      | Leidy Solís           | Colombia | Halterofilia          | 3 | 0 | 0 | 3     |
| 10                     | 29                      | Wilmer Torres         | Colombia | Halterofilia          | 3 | 0 | 0 | 3     |
| 10                     | 29                      | Ubaldina Valoyes      | Colombia | Halterofilia          | 3 | 0 | 0 | 3     |